# Condado de Beaver (Oklahoma)
O Condado de Beaver é um dos 77 condados do estado americano do Oklahoma. A sede do condado é Beaver, que é também a sua maior cidade.
O condado tem uma área de 4708 km², uma população de 5857 habitantes (segundo o censo nacional de 2000). O condado foi fundado em 1890 e fica no Panhandle do Oklahoma. O seu nome provém do rio Beaver